# 牧憲二郎
牧 憲二郎（まき けんじろう、1947年7月8日 - ）は、宮崎県出身の元プロ野球選手（投手）。右投右打。

## 来歴・人物
高鍋高校ではエースとして活躍。1965年には甲子園に春夏連続出場を果たす。春の選抜では、1回戦で野崎恒男投手を擁する向陽高に敗退。同年夏の選手権は、2回戦（初戦）で保原高の岡正光、準々決勝で東邦高の北角富士雄と投げ合うが、いずれも完封で降し勝ち上がる。準決勝では銚子商と対戦。銚子商のエース木樽正明から1点を先制するが、8回に追いつかれ9回裏サヨナラ負けを喫する。同年の岐阜国体にも出場し準々決勝に進むが、岩崎忠義のいた津久見高に延長10回裏サヨナラ負け。
1965年ドラフト会議で南海ホークスに1位指名で入団。ノーワインドアップからの本格派右腕として、シュート、カーブを武器に、新人ながらオープン戦で好投し注目を集める。1966年4月には東京オリオンズを相手に初先発を果たす。しかし勝星には恵まれず、翌年以降は登板の機会もなくなり、1969年限りで自由契約となる。
1970年に阪急ブレーブスへ移籍。1972年には20試合に登板。9月からは先発陣の一角として起用され、2完投を含む3勝を記録してリーグ優勝に貢献した。同年の読売ジャイアンツとの日本シリーズでも3試合に登板、4回2/3を無失点に抑える。しかしその後はあまり活躍できず、1976年限りで引退した。引退後は打撃投手を経て、1980年に寮長となる。

## 詳細情報

### 年度別投手成績
| 年 度     | 球 団     | 登 板 | 先 発 | 完 投 | 完 封 | 無 四 球 | 勝 利 | 敗 戦 | セ 丨 ブ | ホ 丨 ル ド | 勝 率 | 打 者 | 投 球 回 | 被 安 打 | 被 本 塁 打 | 与 四 球 | 敬 遠 | 与 死 球 | 奪 三 振 | 暴 投 | ボ 丨 ク | 失 点 | 自 責 点 | 防 御 率 | W H I P |
| --------- | --------- | ----- | ----- | ----- | ----- | -------- | ----- | ----- | -------- | ----------- | ----- | ----- | -------- | -------- | ----------- | -------- | ----- | -------- | -------- | ----- | -------- | ----- | -------- | -------- | ------- |
| 1966      | 南海      | 3     | 1     | 0     | 0     | 0        | 0     | 2     | --       | --          | .000  | 34    | 7.0      | 8        | 0           | 4        | 0     | 0        | 5        | 0     | 0        | 4     | 3        | 3.86     | 1.71    |
| 1972      | 阪急      | 20    | 7     | 2     | 0     | 0        | 3     | 3     | --       | --          | .500  | 265   | 63.2     | 70       | 3           | 11       | 0     | 4        | 19       | 0     | 0        | 24    | 23       | 3.23     | 1.27    |
| 1973      | 阪急      | 1     | 0     | 0     | 0     | 0        | 0     | 0     | --       | --          | ----  | 6     | 1.0      | 2        | 0           | 1        | 0     | 0        | 0        | 0     | 0        | 1     | 1        | 9.00     | 3.00    |
| 通算：3年 | 通算：3年 | 24    | 8     | 2     | 0     | 0        | 3     | 5     | --       | --          | .375  | 305   | 71.2     | 80       | 3           | 16       | 0     | 4        | 24       | 0     | 0        | 29    | 27       | 3.38     | 1.34    |

### 記録
- 初出場：1966年4月14日、対東映フライヤーズ3回戦（後楽園球場）、2番・右翼で先発出場 ※偵察メンバー
- 初登板・初先発登板：1966年4月17日、対東京オリオンズ6回戦（東京スタジアム、3回1/3を2失点（自責点1）で敗戦投手
- 初勝利・初先発勝利：1972年9月2日、対西鉄ライオンズ19回戦（西京極球場）、8回1失点
- 初完投勝利：1972年9月10日、対ロッテオリオンズ22回戦（東京スタジアム）、9回2失点

### 背番号
- 27（1966年 - 1969年）
- 68（1970年 - 1972年）
- 20（1973年）
- 48（1974年 - 1976年）
- 84（1977年 - 1979年）